# Маршвил (Северна Каролина)
Маршвил (енгл. Marshville) град је у америчкој савезној држави Северна Каролина.

## Демографија
По попису из 2010. године број становника је 2.402, што је 42 (1,8%) становника више него 2000. године.
| Група             | 2000.         | 2010.         |
| Белци             | 1.192 (50,5%) | 1.013 (42,2%) |
| Афроамериканци    | 1.059 (44,9%) | 1.089 (45,3%) |
| Азијати           | 7 (0,3%)      | 5 (0,2%)      |
| Хиспаноамериканци | 76 (3,2%)     | 278 (11,6%)   |
| Укупно            | 2.360         | 2.402         |